# Morti nel 1993/Agosto
| Questa pagina contiene informazioni ricavate automaticamente dalle voci biografiche con l'ausilio del template Bio e di un bot. L'aggiornamento è periodico e automatico e ricostruisce completamente la pagina. Se manca una persona in questa lista, sei pregato di non aggiungerla, ma accertati piuttosto che la sua voce biografica contenga il template Bio e che i dati anagrafici siano correttamente compilati. Se il template Bio manca, inseriscilo tu stesso o, in alternativa, metti l'avviso {{tmp\|Bio}} che ne segnala la mancanza. Se i dati riportati sono sbagliati, correggi direttamente la voce biografica; le modifiche saranno visibili in questa lista entro pochi giorni. Per chiarimenti vedi il progetto biografie. La lista contiene solo le 93 persone che sono citate nell'enciclopedia e per le quali è stato implementato correttamente il template Bio. Pagina aggiornata al 3 mar 2024. |

- 1º agosto - Claire Du Brey, attrice statunitense (n. 1892)
- 1º agosto - Alfred Manessier, pittore, incisore e costumista francese (n. 1911)
- 1º agosto - Luciano Montero, ciclista su strada spagnolo (n. 1908)
- 1º agosto - Gerry Sundquist, attore inglese (n. 1955)
- 2 agosto - Guido Del Mestri, cardinale e arcivescovo cattolico italiano (n. 1911)
- 2 agosto - Hosai Fujisawa, goista giapponese (n. 1919)
- 2 agosto - Janusz Sidło, giavellottista polacco (n. 1933)
- 3 agosto - Lúcio Alves, cantante, chitarrista e compositore brasiliano (n. 1927)
- 3 agosto - Vittorio Badini Confalonieri, avvocato e politico italiano (n. 1914)
- 3 agosto - Giacomo Carlo Bascapè, storico, paleografo e archivista italiano (n. 1902)
- 3 agosto - James Donald, attore britannico (n. 1917)
- 3 agosto - Alwyn Howard Gentry, botanico statunitense (n. 1945)
- 4 agosto - Kenny Drew, pianista statunitense (n. 1928)
- 4 agosto - Jack Dwan, cestista statunitense (n. 1921)
- 4 agosto - John Pickard, attore statunitense (n. 1913)
- 5 agosto - Ermando Malinverni, calciatore italiano (n. 1919)
- 5 agosto - Francisco Rúa, calciatore argentino (n. 1911)
- 5 agosto - Willi Sturm, pallanuotista tedesco (n. 1928)
- 5 agosto - Eugen Suchoň, compositore slovacco (n. 1908)
- 6 agosto - Teresa Delta, politica brasiliana (n. 1919)
- 6 agosto - Robert Kiesel, velocista statunitense (n. 1911)
- 6 agosto - Ken Oxford, calciatore inglese (n. 1929)
- 6 agosto - Vittorio Piola, vescovo cattolico italiano (n. 1921)
- 6 agosto - William Thomson, hockeista su ghiaccio canadese (n. 1914)
- 7 agosto - Roy Budd, musicista e compositore britannico (n. 1947)
- 7 agosto - Christopher Gillis, ballerino e coreografo canadese (n. 1951)
- 7 agosto - Lucio Libertini, politico italiano (n. 1922)
- 7 agosto - Egidio Martinović, calciatore e allenatore di calcio italiano (n. 1907)
- 7 agosto - Charles Maxwell, attore statunitense (n. 1913)
- 7 agosto - Ante Vulić, calciatore jugoslavo (n. 1928)
- 8 agosto - Piero Bandini, calciatore italiano (n. 1907)
- 8 agosto - Harry Bellaver, attore statunitense (n. 1905)
- 8 agosto - Battistino Bonali, alpinista italiano (n. 1962)
- 8 agosto - Nico Habermann, informatico e matematico olandese (n. 1932)
- 8 agosto - Roberta Mari, attrice italiana (n. 1917)
- 8 agosto - Mickey Morton, attore statunitense (n. 1927)
- 9 agosto - Elena Fabrizi, attrice, cuoca e conduttrice televisiva italiana (n. 1915)
- 10 agosto - Euronymous, chitarrista e produttore discografico norvegese (n. 1968)
- 10 agosto - Chad Oliver, scrittore statunitense (n. 1928)
- 10 agosto - Irene Sharaff, costumista statunitense (n. 1910)
- 11 agosto - Ugo Bonzano, calciatore e allenatore di calcio italiano (n. 1903)
- 13 agosto - Fred Grafft, cestista statunitense (n. 1912)
- 13 agosto - Rodolfo Tommasi, calciatore italiano (n. 1907)
- 14 agosto - Hans Henn, bobbista tedesco (n. 1926)
- 14 agosto - Alessandro Reggiani, politico e avvocato italiano (n. 1914)
- 14 agosto - Alison e Peter Smithson, architetto inglese (n. 1928)
- 15 agosto - Hans Nordahl, calciatore norvegese (n. 1918)
- 15 agosto - Eugenio Travaini, medico e scrittore italiano (n. 1930)
- 16 agosto - René Dreyfus, pilota automobilistico francese (n. 1905)
- 16 agosto - Tom Fuccello, attore statunitense (n. 1936)
- 16 agosto - Stewart Granger, attore britannico (n. 1913)
- 16 agosto - Joan Hughes, aviatrice inglese (n. 1918)
- 16 agosto - Ethelwynn Trewavas, ittiologa britannica (n. 1900)
- 18 agosto - Renato Armellini, imprenditore italiano (n. 1930)
- 18 agosto - Leletta D'Isola, religiosa italiana (n. 1926)
- 18 agosto - Daisy Lumini, musicista, compositrice e cantante italiana (n. 1936)
- 18 agosto - Tino Schirinzi, attore e regista teatrale italiano (n. 1934)
- 18 agosto - Paweł Stok, cestista polacco (n. 1913)
- 19 agosto - Lucinda Ballard, costumista statunitense (n. 1906)
- 19 agosto - Utpal Dutt, attore, regista e sceneggiatore indiano (n. 1929)
- 19 agosto - Pietro Pacifico Gamondi, medico italiano (n. 1914)
- 19 agosto - Salah Jadid, generale e politico siriano (n. 1926)
- 19 agosto - Donald William Kerst, fisico statunitense (n. 1911)
- 20 agosto - Tony Barton, calciatore e allenatore di calcio inglese (n. 1937)
- 20 agosto - Iorwerth Hughes, calciatore gallese (n. 1925)
- 20 agosto - Koos de Jong, velista olandese (n. 1912)
- 21 agosto - Kasdi Merbah, politico algerino (n. 1938)
- 21 agosto - Tatiana Troyanos, mezzosoprano statunitense (n. 1938)
- 22 agosto - Marie Susini, scrittrice francese (n. 1916)
- 23 agosto - Gregory Gaye, attore russo (n. 1900)
- 23 agosto - Dinmuchamed Kunaev, politico sovietico (n. 1912)
- 23 agosto - Mohammed Aziz Lahbabi, filosofo, scrittore e poeta marocchino (n. 1922)
- 23 agosto - Piero Parini, militare, politico e prefetto italiano (n. 1894)
- 23 agosto - Edvard Ravnikar, architetto sloveno (n. 1907)
- 23 agosto - Luciano Charles Scorsese, attore statunitense (n. 1913)
- 24 agosto - Leopoldo Contarbio, cestista argentino (n. 1927)
- 25 agosto - Dora Menichelli, attrice e cantante italiana (n. 1892)
- 26 agosto - Jean Carmen, attrice statunitense (n. 1913)
- 26 agosto - Reima Pietilä, architetto finlandese (n. 1923)
- 26 agosto - Roy Raymond, imprenditore statunitense (n. 1947)
- 27 agosto - Francesco Brignani, allenatore di calcio e calciatore italiano (n. 1948)
- 27 agosto - José Marante, allenatore di calcio e calciatore argentino (n. 1915)
- 28 agosto - Anne Cumming, traduttrice e scrittrice britannica (n. 1917)
- 28 agosto - Paul Rowe, hockeista su ghiaccio statunitense (n. 1914)
- 28 agosto - William Stafford, saggista, poeta e pacifista statunitense (n. 1914)
- 28 agosto - Edward Palmer Thompson, storico, scrittore e pacifista britannico (n. 1924)
- 29 agosto - Luciano De Maria, critico letterario, editore e traduttore italiano (n. 1928)
- 29 agosto - Gwendoline Porter, velocista britannica (n. 1902)
- 30 agosto - Pietro Buzano, matematico italiano (n. 1911)
- 30 agosto - Isaurinha Garcia, cantante brasiliana (n. 1923)
- 30 agosto - Richard Jordan, attore statunitense (n. 1937)
- 31 agosto - Theodor Hupfauer, funzionario e militare tedesco (n. 1906)
- 31 agosto - Ligorio López, calciatore messicano (n. 1933)